# Міністерство Європи та закордонних справ
Міністерство закордонних справ Франції (повна назва — Міністерство закордонних та європейських справ Франції; фр. Ministère des Affaires étrangères et européennes) — центральний орган державного управління Франції в сфері зовнішніх відносин. Є головним інструментом реалізації зовнішньої політики Франції.
Керівник зовнішньополітичного відомства займає особливе положення у системі виконавчої влади. Його контакти з президентом в практиці П'ятої республіки мають характер щотижневих зустрічей, на яких, як правило, прем'єр-міністр не присутній. З 20 травня 2022 року міністром закордонних справ Франції є Катрін Колонна.
З 1853 р. Міністерство закордонних справ Франції розташоване в центрі Парижа на набережній д'Орсе. Назва місця розташування міністерства використовується як його неофіційна назва. Крім квартала в центрі Парижа деякі структури зовнішньополітичного відомства (дирекція з фінансових та бюджетних питань, служба системи інформації та комунікації, дирекція зі справ іноземців у Франції та французів за кордоном тощо) перебувають в Нанті.

## Утворення та еволюція структури МЗС Франції
Французька дипломатія визнана найстаршою та найбільш професійною службою у світі. Її історія бере початок від 1589 р., чотири французьких державних секретаріати, що спеціалізувались на окремих напрямках зовнішньої політики, були об'єднані, та був призначений Державний секретар закордонних справ, який щоденно о 5 годині ранку доповідав королю про стан зовнішніх справ.

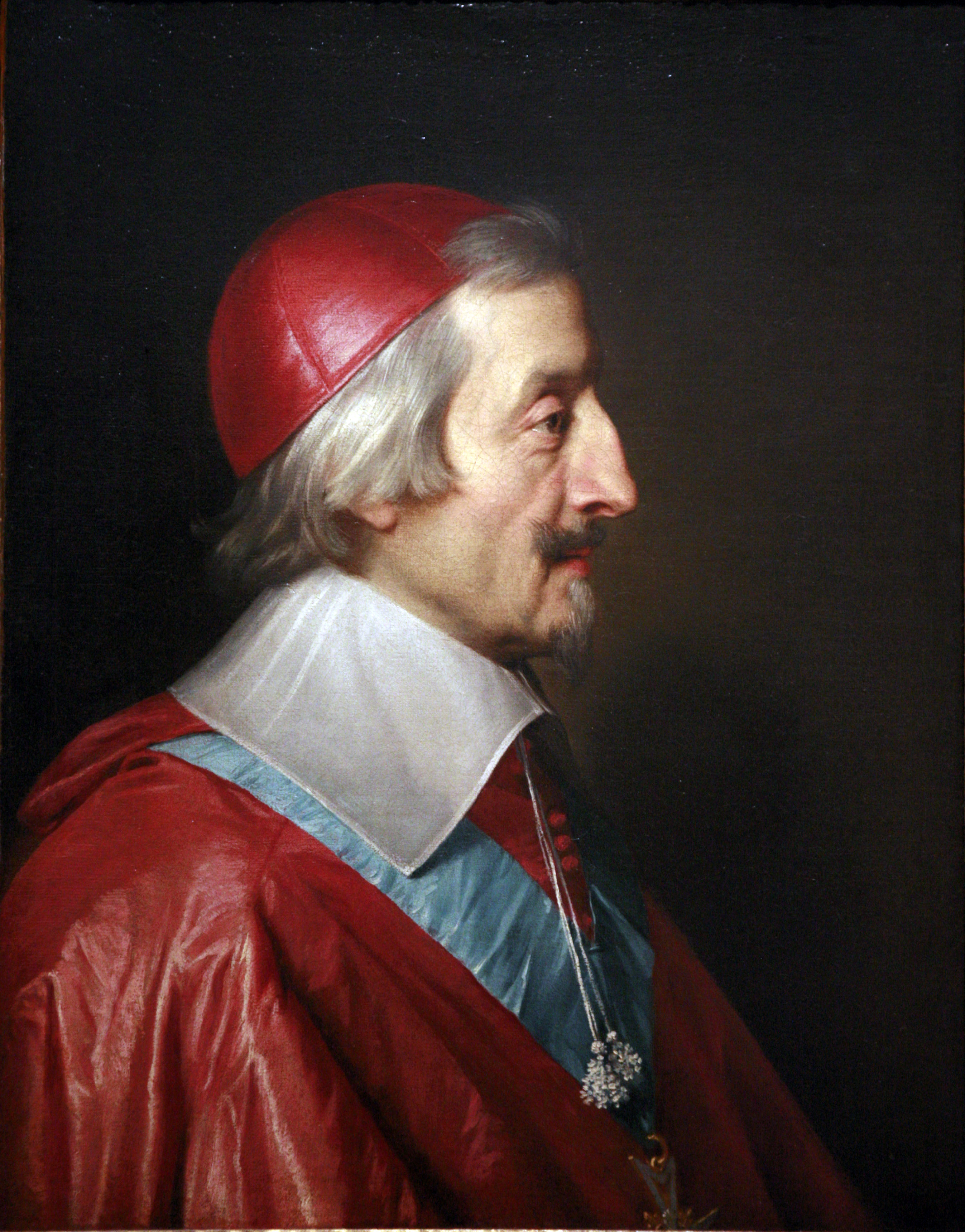
Один з фундаторів дипломатичної служби Франції кардинал Рішельє

За часів Рішельє французька дипломатична служба набуває вигляду злагодженої системи, що складалася з двох головних компонентів: центрального апарату у вигляді департаменту зовнішніх відносин та закордонного апарату — мережі постійних дипломатичних представництв. Центральний апарат був нечисленним. Є відомості, що в 1661 р., наприклад, він складався лише з п'яти співробітників. В той же час мережа закордонних представництв була досить розгалуженою. У 1685 р. Франція мала постійні посольства у Римі, Венеції, Стамбулі, Відні, Гаазі, Лондоні, Мадриді, Лісабоні, Мюнхені, Копенгагені і Берні. Спеціальні місії перебували у Вюртемберзі, Пфальці та Майнці, а міністри-резиденти — у Мантуї, Генуї, Гамбурзі, Женеві та Флоренції. Французькі представники поділялись на категорії надзвичайних послів, ординарних послів, посланців та резидентів. В процесі еволюції дипломатичної служби усім послам став надаватись титул надзвичайних.
Активна участь Франції у міжнародних справах викликала пильну увагу до цього державного органу, покликаного реалізовувати цю функцію. Протягом багатовікової історії назва зовнішньополітичного відомства, його структура, функції змінювались в залежності від бажання правителів, внутрішніх та зовнішніх умов.
Безпосередньо напередодні Великої французької революції департамент зовнішніх відносин, яким керував як статс-секретар зовнішніх відносин та державний міністр Ш. Вержен, нараховував близько 70 співробітників. Головну роль в ньому відігравали два політичних управління: перше (північне) займалось відносинами Франції з державами Північної та Центральної Європи та Америки, друге (південне) — з країнами Східної та Південної Європи, а також Скандинавії.

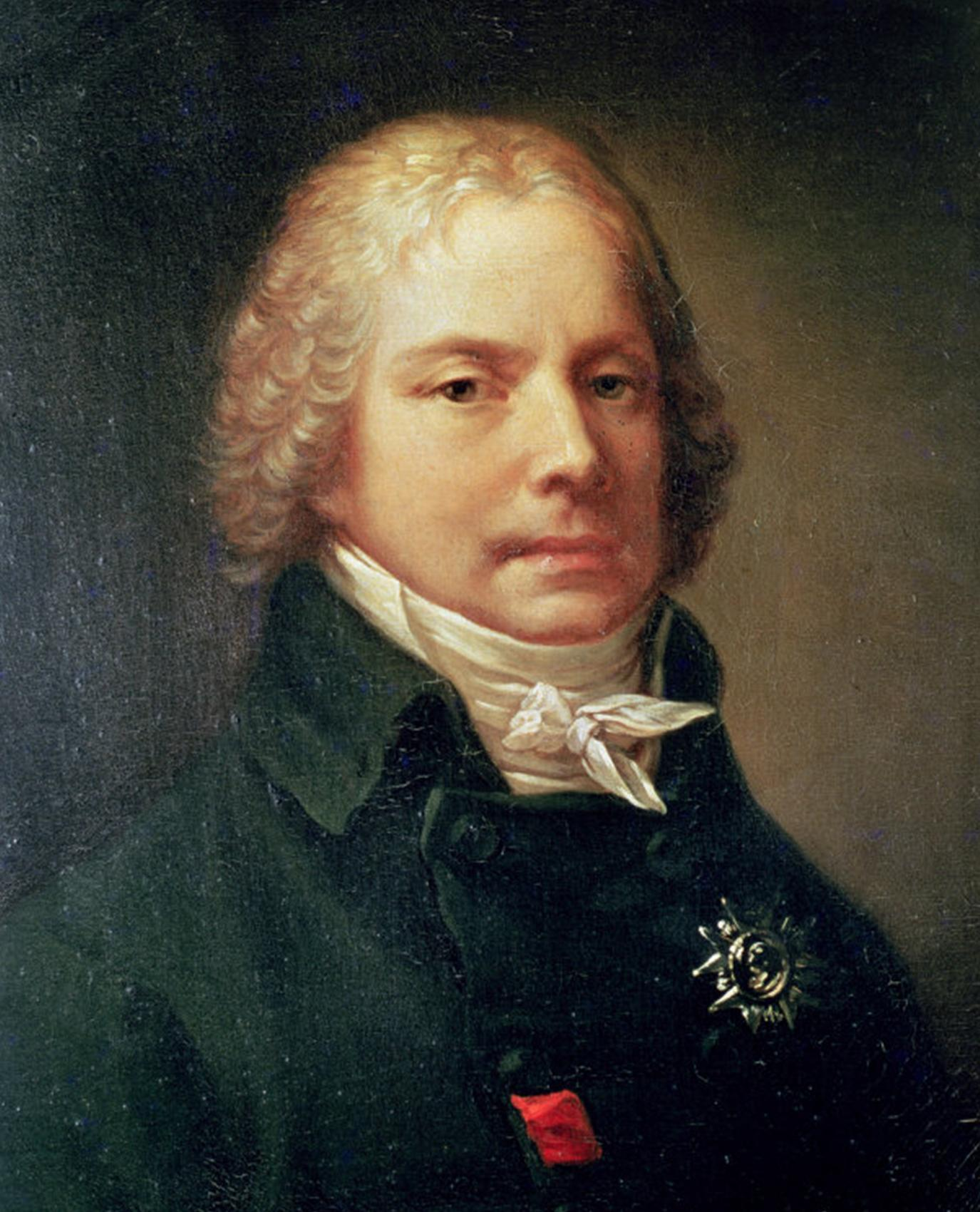
Шарль-Моріс Талейран

Посада Державного секретаря закордонних справ була перетворена на посаду міністра закордонних справ у 1791 р. Всі міністерські посади були ліквідовані у 1794 р. згідно з рішенням Національного Конвенту та відновлені Директорією, в роки правління якої міністерство очолював міністр зовнішніх відносин. Наполеон Бонапарт відновив назву «міністр закордонних справ». Особливе місце серед голів зовнішньополітичного відомства в цей період належить Шарлю-Морісу Талейрану.
Варто відзначити значну стабільність кадрового потенціалу міністерства, працівники якого мають статус державних службовців. Політичні зміни в країні, пов'язані з приходом нового президента або уряду, вносять лише персональні зміни у керівництві міністерства. Разом з тим сама структура зовнішньополітичного відомства неодноразово піддавалась реорганізаціям.
В окремі періоди статус міністерства отримали Департамент співробітництва з африканськими країнами, а також структури, що відповідають за європейську інтеграцію. У 1961 р. в умовах розпаду колоніальної системи у французькому уряді було створено Міністерство співробітництва, що стало спадкоємцем Міністерства у справах заморських територій, яке існувало в роки Четвертої республіки. У 1966 р. воно було перетворене на Державний секретаріат у справах співробітництва при Міністерстві закордонних справ. Серйозні реформи МЗС відбулись в середині 1970-х рр., коли знову було створене самостійне Міністерство співробітництва (1974), що опікувалось зв'язками з африканськими країнами. Крім того, частина служб МЗС були передані до Міністерства зовнішньої торгівлі, Міністерства культури. В період реформ частка Міністерства закордонних справ в національному бюджеті скоротилась протягом 1970—1976 рр. від 1,46 до 1,05 %.
Нові структурні зміни відбулись на початку президентства Франсуа Міттерана. Міністерство закордонних справ було перейменовано на Міністерство зовнішніх відносин. Міністерство співробітництва ліквідувалось, а його функції і кадри передавались перейменованому міністерству. У 1981 р. були скасовані посади державних секретарів МЗВ (існували з 1815 р.), замість них були запроваджені посади двох міністрів-делегатів (заступників міністра): зі співробітництва та розвитку, а також з європейських справ. Що стосується міністра-делегата з питань співробітництва та розвитку, то збереження його міністерського статусу відповідало побажанням країн, де були розташовані французькі місії допомоги та співробітництва (26 країн). Запровадження посади міністра-делегата з європейських справ було відображенням підвищеної уваги, яка приділялась соціалістами європейській інтеграції. Подальшим поглибленням цієї тенденції стало перетворення наприкінці 1984 р. посади міністра-делегата на посаду міністра з європейських справ. Підвищення статусу відповідального за відносини з ЄЕС міністра не супроводжувалось розширенням його компетенції чи збільшенням апарату. Ця посада була призначена спеціально для Р. Дюма, старого соратника Міттерана. Коли Дюма очолив Міністерство зовнішніх відносин, все повернулось до ситуації 1981 р. Невдовзі міністерству повернули також стару назву.
Нові реформи зовнішньополітичного відомства пов'язані з утворенням уряду Ж.-П. Раффарена. У МЗС, сформованому внаслідок парламентських виборів 2002 р., була відновлена посада державного секретаря, яка відповідала посаді заступника міністра. З 2007 р. у назві міністерстві фігурує додаток «і європейських справ».

## Чисельність МЗС
За роки П'ятої республіки значно збільшилась чисельність апарату зовнішньополітичного відомства Франції. У 1959 р. в МЗС Франції працювали 1031 людина в центральному апараті та 1216 осіб у зарубіжних представництвах. На середину 1970-х чисельність працівників зросла до 9 тис. В наш час в системі МЗС Франції нараховується близько 9,5 тис. чол. (для порівняння: у США — 35 тис., в Італії — 5 тис., у Великій Британії — 8,2 тис.) В центральній адміністрації зайнято 2,8 тис. чол., в дипломатичних представництвах та консульських службах — 4366, в зарубіжних культурних закладах — 1300. Франція має 268 дипломатичних представництв: посольств, консульств, постійних представництв при міжнародних організаціях майже у 150 країнах.
Постійні працівники МЗС розділені на три категорії: А, В, С. До категорії А належать вищі та старші дипломати, до категорії В — середня ланка працівників відомства, до категорії С — технічний персонал.
| Категорії співробітників  | А    | В   | С    | Загалом |
| ------------------------- | ---- | --- | ---- | ------- |
| Центральна адміністрація  | 1173 | 679 | 1812 | 3664    |
| Співробітники за кордоном | 2220 | 739 | 2851 | 5810    |

## Сучасна структура міністерства

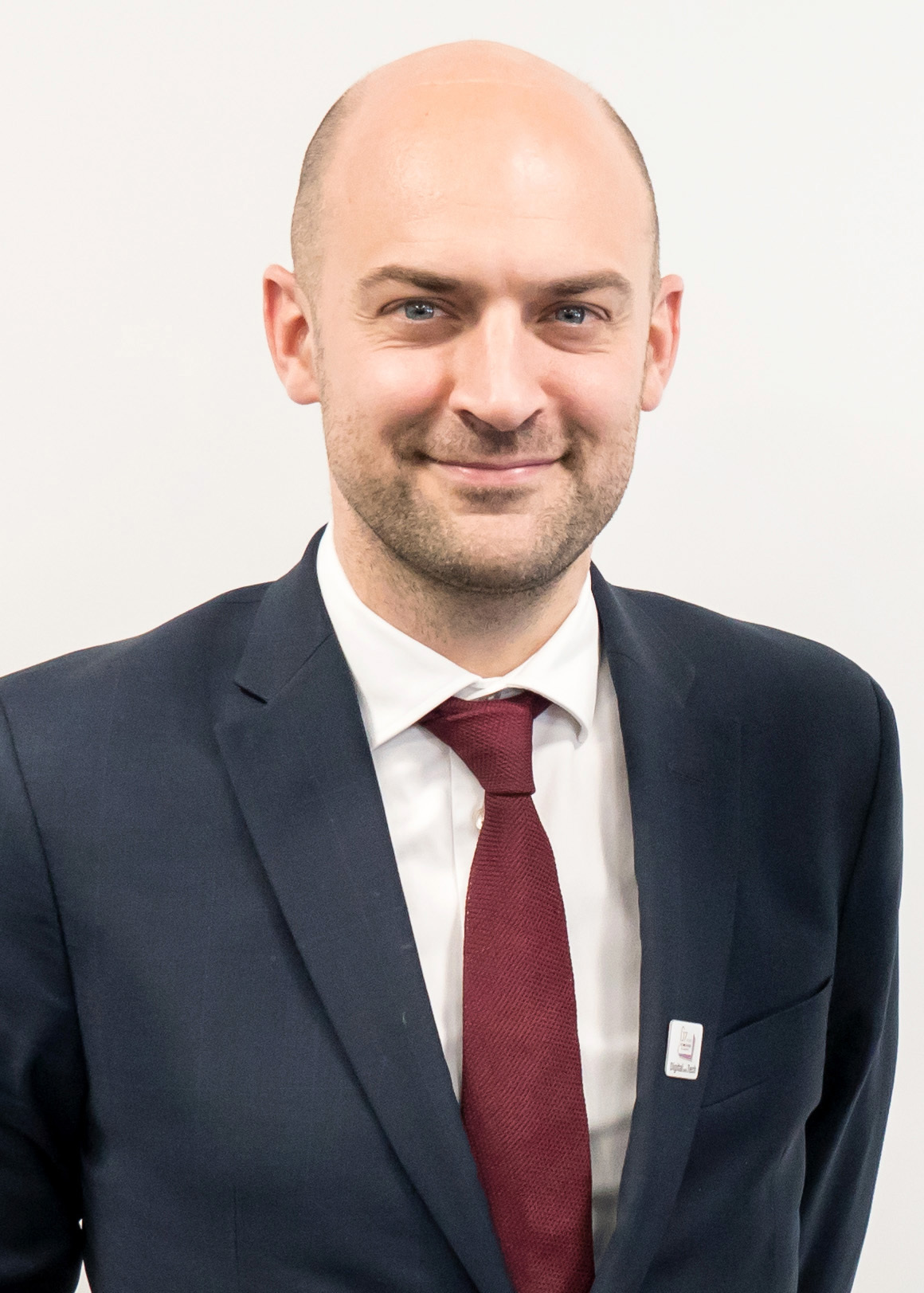
Чинний міністр закордонних справ Франції Жан-Ноель Барро

Забезпеченням діяльності міністра закордонних справ займається його кабінет. Його завдання полягає у відборі для міністра найважливішої інформації з великої кількості телеграм, листів, звітів, записок, довідок та досьє для того, щоб допомогти йому сконцентруватись на головних проблемах. Згідно із вказівками міністра кабінет організує та контролює підготовку службами міністерства проектів документів та досьє.
Діяльність керівників міністерства достатньо прозора. Наприклад, щотижнево в мережі Інтернет публікується програма офіційних заходів міністра та його заступників. Апаратом міністерства від імені міністра керує генеральний секретар (посада існує з 1915 р.), якому підпорядковуються два заступника, які очолюють дві генеральні дирекції.
Французьке МЗС має складну розгалужену структуру. За своїми завданнями структурні підрозділи французького зовнішньополітичного відомства поділяються на три групи.
1. Функціональні управління. Орієнтовані на вирішення проблем багатопланового характеру. До них належать: дирекція ООН та міжнародних організацій, дирекція стратегії, безпеки та роззброєння, служба гуманітарних акцій, служба зі справ франкофонії, служба спільної зовнішньої політики та політики безпеки, місія зі зв'язків з неурядовими організаціями, дирекція у справах економіки та фінансів, дирекції культурного, наукового та технічного співробітництва, дирекція з питань французів за кордоном та іноземців у Франції.
2. Географічні управління. Орієнтовані на повніше та комплексне врахування специфіки окремих регіонів та країн. До них належать: дирекція європейської співдружності, дирекція континентальної Європи, дирекції за регіонами: Азії та Океанії, Америки та Карибських островів, Північної Америки та Близького Сходу, Африки та Малагасії.
3. Структури загального призначення. До них належать: генеральна дирекція адміністрації, дирекція з юридичних питань, дирекція преси, дирекція інформації та комунікації, протокол, дирекція архівів та документації.
Міністерство закордонних справ має більш ніж два десятки офіційних видань, в яких міститься інформація як про діяльність міністерства в цілому, так і його структурних підрозділів. Під егідою зовнішньополітичного відомства виходять популярні видання, де зібрані матеріали про Францію, її історію та культуру.

## Зовнішня культурна політика
Традиційним пріоритетом французького зовнішньополітичного відомства є активна зовнішня культурна політика. Її завдання були уточнені у спеціальній доповіді МЗС наприкінці 1979 р. Були виділені чотири головних напрямки розвитку політики Франції в галузі культури, актуальність яких зберігається і в наш час.
1. Розвиток системи двосторонніх обмінів замість одностороннього поширення французької культури за кордоном.
2. Вдосконалення заходів культурної сфери з допомогою системи шкільної підготовки французів за кордоном, заохочення освіти іншими мовами, більш широкого використання засобів масової інформації.
3. Забезпечення єдності культурної та економічної політики та економічна підтримка першої.
4. Розширення географії французької культурної політики за кордоном, забезпечення хоча б мінімальної культурної присутності у зарубіжних країнах.

Реалізацією зовнішньої культурної політики займається Генеральна дирекція відносин у сфері культури, що є одним з найбільших підрозділів МЗС за чисельністю. Наприклад, у 1982 р. у її складі працювали близько 250 співробітників, а бюджет становив 20 % загального бюджету міністерства.

### Правові акти (Декрети, які регулюють діяльність МЗС)
- Décret no 2012—897 du 20 juillet 2012 relatif aux attributions de la ministre déléguée auprès du ministre des affaires étrangères, chargée de la francophonie [archive] (périmé).
- Décret no 2012—898 du 20 juillet 2012 relatif aux attributions de la ministre déléguée auprès du ministre des affaires étrangères, chargée des Français de l'étranger [archive] (périmé).
- Décret no 2012—798 du 9 juin 2012 relatif aux attributions du ministre délégué auprès du ministre des affaires étrangères, chargé des affaires européennes [archive] (périmé).
- Décret no 2012—803 du 9 juin 2012 relatif aux attributions du ministre délégué auprès du ministre des affaires étrangères, chargé du développement [archive] (périmé).
- Décret no 2014—400 du 16 avril 2014 relatif aux attributions du ministre des affaires étrangères et du développement international [archive] (en vigueur).
- Décret no 2016—242 du 3 mars 2016 relatif aux attributions déléguées au secrétaire d'Etat chargé du développement et de la francophonie [archive] (en vigueur).

### Декрети, які регулюють структуру МЗС
- Décret no 98-1124 du 10 décembre 1998 portant organisation de l'administration centrale du ministère des affaires étrangères [archive] (abrogé).
- Décret no 2009—291 du 16 mars 2009 portant organisation de l'administration centrale du ministère des affaires étrangères et européennes [archive] (abrogé).
- Décret no 2012—1511 du 28 décembre 2012 portant organisation de l'administration centrale du ministère des affaires étrangères [archive] (en vigueur).